# Proechimys decumanus
Proechimys decumanus é uma espécie de roedor da família Echimyidae.
Pode ser encontarada no sudoeste do Equador e noroeste do Peru.